# Kullorsuaq
Kullorsuaq [ˌkuˈɬːɔsːuɑq] (nach alter Rechtschreibung Kuvdlorssuaĸ) ist eine grönländische Siedlung im Distrikt Upernavik in der Avannaata Kommunia. Kullorsuaq ist das größte Dorf Grönlands.

## Lage

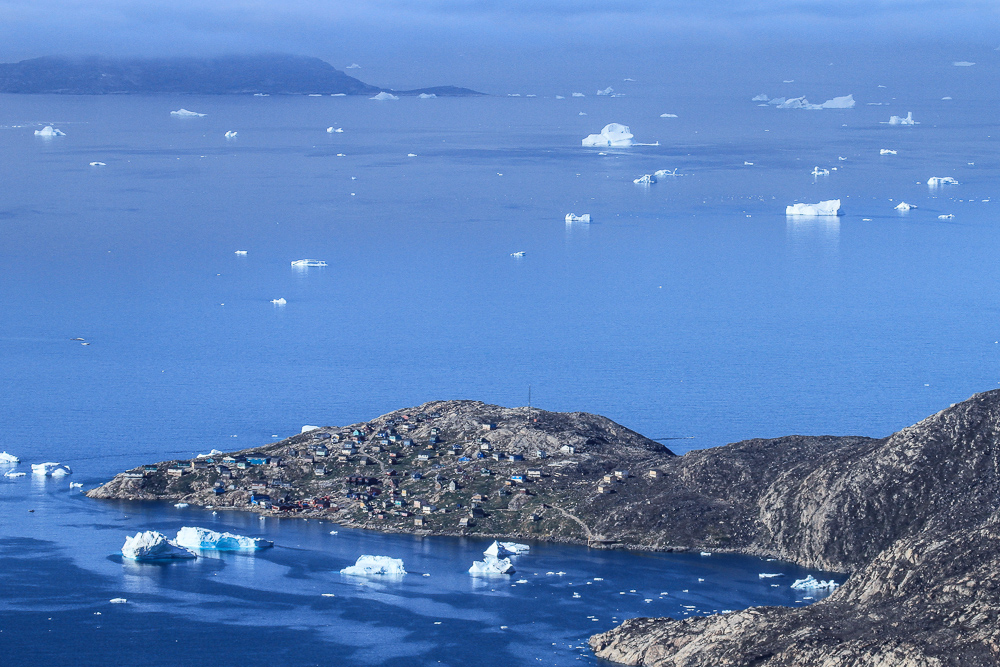
Blick über Kullorsuaq (2012)

Kullorsuaq liegt auf der Landzunge im Südwesten einer gleichnamigen Insel. Kullorsuaq ist der nördlichste Ort Westgrönlands. Bis zum nächsten Ort, nach Nuussuaq, sind es 52 km nach Süden, während der nächste Ort im Norden Savissivik ist, das 274 km nordwestlich liegt.
Kullorsuaq liegt im Süden der Region, in der das Inlandeis ohne größere Küstenabschnitte direkt an das Meer anschließt, was die Geografie der Melville-Bucht charakterisiert. Auf der Insel liegt der charakteristische Berg, der ebenfalls Kullorsuaq heißt und aussieht wie ein ausgestreckter Daumen, woher auch sein Name rührt (dänisch Djævlens Tommelfinger, „Teufelsdaumen“).

## Geschichte
Kullorsuaq wurde 1928 gegründet, als Siedler von der nordwestlich gelegenen Insel Qaarusulik kamen und sich hier niederließen. 1930 hatte Kullorsuaq 39 Einwohner. 1936 wurde ein Packhaus errichtet. 1940 lebten schon 63 Menschen am Wohnplatz. 1950 waren es bereits 99 Einwohner. 1954 erhielt der Ort eine Schulkapelle sowie ein Packhaus. 1956 wurden eine Hebammenwohnung, eine Werkstatt und eine Telestation errichtet. Erst 1960 wurde Kullorsuaq der Udstedsstatus verliehen, während die Einwohnerzahl rasant anstieg. Vermutlich wurde auch in diesem Jahr der Laden errichtet. 1962 wurde ein Versammlungsgebäude errichtet.
Kullorsuaq war der Dreh- und Handlungsort des Spielfilms Le Voyage au Groenland des französischen Regisseurs Sébastien Betbeder von 2016.

## Wirtschaft
Kullorsuaq lebt wie die anderen Dörfer in der Umgebung auch vom Fischfang und der Jagd. Hauptsächlich wird Schwarzer Heilbutt gefischt, während sich die Jagd auf Robben, Narwale und Weißwale konzentriert. Im Ort existiert eine Fischfabrik. Weitere Berufsmöglichkeiten bilden beispielsweise der Laden, die Schule, die Kirche und die Verwaltung sowie der Tourismus.

## Infrastruktur und Versorgung
Der Naturhafen von Kullorsuaq hat einen zehn Meter langen Kai bei einer Wassertiefe von anderthalb Metern. Der Heliport Kullorsuaq im Westen des Dorfs verbindet Kullorsuaq dreimal pro Woche mit der Umgebung, während der Ort im Sommer zudem per Boot angelaufen werden kann. Weitere Transportmittel sind Hundeschlitten und Schneemobile. Zwei Wege ziehen sich durch Kullorsuaq, wenngleich die meisten Gebäude freistehend sind.
Nukissiorfiit versorgt Kullorsuaq über einen Schmelzsee auf der Insel mit Trinkwasser und ist zudem für die Strom- und Wärmeversorgung zuständig. Abwasser wird in den Grund und ins Meer entsorgt. Die Bewohner werden über eine Pilersuisoq-Filiale mit Gütern versorgt. TELE Greenland bindet den Ort telekommunikativ an.

## Bebauung
Kullorsuaq hat ein Servicegebäude mit Wäscherei, Sanitärräumen, Werkstatt sowie Versammlungsräumen einer Arzt- und Zahnarztpraxis. Die Kullorsuup Atuarfissua beherbergt eine dreistellige Zahl an Schülern bis zur 10. Klasse und ist zudem Standort der Bibliothek und einer Sporthalle. Drei Gebäude in Kullorsuaq sind geschützt.

## Sport
Aus Kullorsuaq stammen die beiden Fußballvereine K'ingmiaraĸ und Kamik-79, die jeweils einmal (1959/60 bzw. 1995) an der Grönländischen Fußballmeisterschaft teilnahmen.

## Persönlichkeiten
- Bendt Frederiksen (1939–2012), Politiker und Jäger

## Bevölkerungsentwicklung
Die Einwohnerzahl von Kullorsuaq steigt seit Jahrzehnten stark an. In den letzten Jahren hat sich die Bevölkerung verzweieinhalbfacht, was für grönländische Dörfer eher ungewöhnlich ist. Das starke Bevölkerungswachstum macht Kullorsuaq heute zum größten natürlichen Dorf Grönlands, lediglich die ursprünglich von den US-Amerikanern gegründete Flughafensiedlung Kangerlussuaq hat heute mehr Einwohner ohne Stadtrechte.

## Panorama

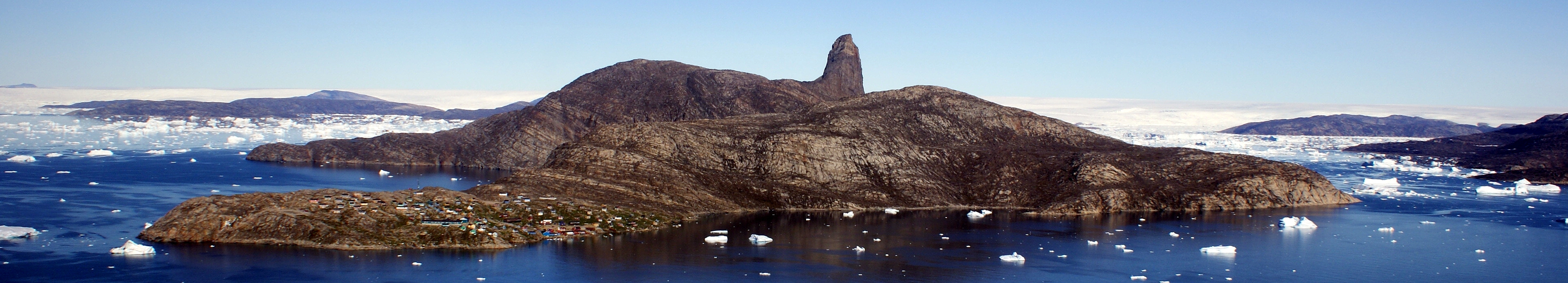
Kullorsuaq mit dem „großen Daumen“ (2010)